# Ninhursag

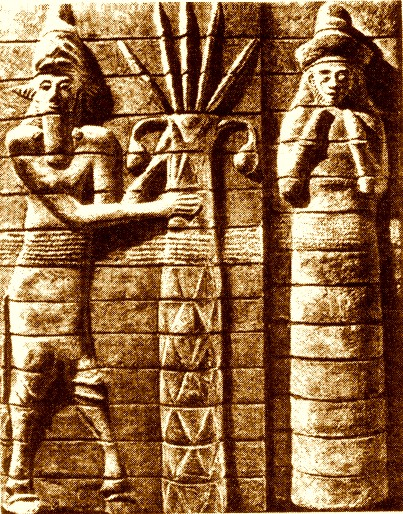
Ninhursag med skogarnas ande bredvid det kosmiska livsträdet. Relief från Susa.

Ninhursag (”moder”) var en modergudinna i sumerisk mytologi, moder till Ninurta, ibland omnämnd som hustru till Enki. 

## Namn
Hennes akkadiska namn var Belet-Ili. Hon är även känd som Aruru, Ninmah, Nintu, Mama, Mami och Ninki.